# Masakr ve Veliké Kruši
Masakr ve Veliké Kruši se odehrál během kosovské války 25. března 1999, jeden den poté, co NATO začalo bombardovat SRJ. 

## Průběh
Do vesnice vstoupila srbská speciální policejní jednotka, která zabila asi 100 mužů a chlapců starších 13 let poté, co je oddělila od žen a dětí. Ženy a děti byly donuceny se přesunout z obce směrem k hranici s Albánií. Čtyři dny po masakru přijela do obce srbská policie s buldozery, nákladním autem a několika dalšími vojenskými vozidly a odvezla mrtvoly neznámým směrem.